# Kiszely István (antropológus)
Kiszely István (Budapest, 1932. június 14. – Budapest, 2012. augusztus 28.) biológia-földrajz szakos egyetemi tanár, antropológus.
Állambiztonsági ügynökként példátlan aktivitással és lelkesedéssel szolgálta ki a kommunista diktatúrát; papok és szerzetesek tömkelegéről, sőt még a saját rokonairól is jelentett. Az áltudományos és ezoterikus elméleteit a tudományos közélet elutasítja.

## Életpályája
A budapesti Bencés Gimnáziumban tanult, és az érettségivel egy időben szerzett középfokú zeneiskolai képesítést a Zeneakadémia zongora-orgona szakán. Pannonhalmán belépett a bencés szerzetesrendbe, és mint felszentelt szerzetes-pap kérte később felmentését a Vatikántól. Az ELTE Természettudományi Karán biológia–földrajz szakon végzett 1963-ban. Egyetemi doktori címet szerzett 1963-ban talajhidrológiai dolgozatával.
Fél évet az ELTE Embertani Tanszékén maradt, majd több évig dolgozott a SOTE Anatómiai Tanszékén is. 1964-től a Magyar Tudományos Akadémia Régészeti Intézetében tudományos munkatárs, majd tudományos főmunkatárs; az interdiszciplináris osztályon morfológiával foglalkozott, emellett a kémiai labort vezette. Kutatási területe a csontkémia, a csonthisztológia és a csontszerológia volt, és ekkor kezdte foglalkoztatni a magyarok őstörténete.
Ezt követően sokat utazott: expedíciókat vezetett Belső-Ázsiába, valamint A Föld népei monográfiája miatt számos kutatóutat tett, melyeket összekötött egyetemi előadásokkal is. Éveken át dolgozott Egyiptomban és meghívott vendégprofesszorként a világ sok egyetemén előadásokat tartott.
Áltudományos tevékenysége ellenére 2008-ban a Jobbik és a Magyar Gárda által létrehozott Attila Király Népfőiskola vezetője lett. Amikor ügynöki tevékenysége nyilvánosságra került, eltávolították a népfőiskolából.
Felesége (és szerzőtársa) Hankó Ildikó antropológus.

## Munkássága
1971 óta tanított egyetemeken, külföldi oktatásai mellett 28 éven át tanította A magyarság őstörténete és A föld népei tárgyakat az ELTE-n, a Külkereskedelmi Főiskolán, majd 1993-tól a Szent István Egyetem Környezetgazdálkodási Intézetében. A témában számos egyetemi tankönyve és tanári segédkönyve jelent meg.
1971-ben nyújtotta be kandidátusi munkáját A langobárd ember címmel a Tudományos Minősítő Bizottságához, melyet azonban elutasítottak. 1977-ben, amikor a Budavári Palota területén megkezdték a vandálok által feldúlt nádori kripta helyreállítását, Kiszelyt antropológus szakértőként bevonták a holttestek (József nádor és családtagjai) azonosításába és patológiai vizsgálataiba, erről képekkel illusztrált beszámolót adott közre.
Az 1990-ben elhíresült Petőfi-ügyben a Kiszely által Petőfi Sándor csontvázaként azonosított csontvázat a Magyar Tudományos Akadémia szakértői, valamint külföldi szakértők is női csontvázként határozták meg. Az elmérgesedett, politikai felhangokkal terhelt viták nagy médianyilvánosság előtt zajlottak. Ezek után Kiszelyt elbocsátották a Régészeti Intézetből. Azonban továbbra is publikált és tanított. Az ügyről maga Kiszely István is többször publikált, legteljesebb átfogó munkája róla a „Meghalt Szibériában” című könyv.
1990-től 1994-ig a Magyar Televízió Külpolitikai Főszerkesztőségén főmunkatársként dolgozott. 1994-től a budai Várkerület kerület önkormányzati képviselőjének és alpolgármesterének választották. Mandátuma lejárta után 1998-tól a Földművelésügyi és Vidékfejlesztési Minisztériumban tudományos tanácsadó, a felsőoktatás és a népfőiskolák ügyeivel foglalkozott.
Később az Agrárszakoktatási Intézetben dolgozott szakmai vezetői és tanácsadói állásban, az Agrár Népfőiskolák Koordinációs Irodáját irányította. 1993 óta a gödöllői Szent István Egyetem Környezetgazdálkodási Tanszékén volt óraadó tanár.

## Ügynöki tevékenysége
Kiszely István rendkívüli aktivitással és lelkesedéssel szolgálta ki a kommunista diktatúrát. Az állambiztonság 1960. augusztus 4-én beszervezte Feledy Zsolt fedőnéven mint hálózati személyt. Az erről szóló 6-os karton adatai szerint egészen a rendszerváltásig aktívan tevékenykedett elképesztő aktivitással. Az Állambiztonsági Szolgálatok Történeti Levéltárában M-37076/1-4 illetve M-37789 számon iktatott munkadossziékban található 481 jelentése, 5 kötetben összesen kb. 1500 oldalon.
18 éven át jelentett példátlan sűrűséggel és aktivitással a bencés rend vezetőiről, papokról, szerzetesekről, diáktársairól, az ELTE-n tanuló ismerőseiről, a titokban működő katolikus ifjúsági csoportokról, sőt saját rokonairól is. Néhány tucat név a több száz közül, a teljesség igénye nélkül: Albert István, Bajcsy Lajos, Bártfai István, Békés Gellért, Csizmadia Gerő, Dobra Modeszt György, Domnanovics Ábel, Dudich Endre, Előd István, Forrai Botond, Imrik Sándor, Jámbor Mike, Korzenszky Richárd, Kövér Alajos, Legányi Norbert, Lugosfalvy Viktor, Medvigy Mihály, Olofsson Placid, Pászthory Valter, Polgár Vilmos, Pulay Csaba, Radnóti Zoltán, Solymos Szilveszter, Stettner Andrea, Stipsicz István, Sümegh Lotár, Takács Nándor, Tálos Zoltán, Tarnai Brúnó –  de szerepel a listán a pesti piarista ház portása, Vilma néni is.
1969. április 16-án besúgta Oloffson Placid atyán kívül saját felesége húgát, Szatmáry Ildikót is.
Jelentős szerepe volt Hagemann Frigyes regnumos pap meghurcoltatásában, akit 1971-ben 5 évre ítéltek, és akiről szabadulása után tovább jelentett.
Megkésve, a halála előtt mindössze néhány hónappal volt hajlandó bocsánatot kérni Pannonhalmán azokért a bűnökért, melyeket az egykori bencés rendtársaival szemben elkövetett ügynöki tevékenységével.

## Művei
- Sírok, csontok, emberek. Embertan a régészetben; Gondolat, Bp., 1969
- Sírok, csontok, emberek. Embertan a régészetben; 2. átdolg. kiad.; Gondolat, Bp., 1976
- The origins of artificial cranial formation in Eurasia from the sixth millennium B. C. to the seventh century A. D.; angolra ford. Simán Katalin; BAR, Oxford, 1978 (British Archaeological Reports. International series supplementary)
- The anthropology of the Lombards, 1-2.; angolra ford. Simán Katalin; BAR, Oxford, 1979 (British Archaeological Reports. International series)
- A Föld népei, 1-5.; Gondolat, Bp., 1979–1986; 4. kötettől Püski, Bp., 2004–2005
  - 1. Európa; 1979
  - 2. Ázsia; 1984
  - 3. Afrika; 1986
  - 4. Amerika népei; 2004
  - 5. Ausztrália és Óceánia népei; 2005
- Szőke Béla Miklós–Vándor László: Pusztaszentlászló Árpád-kori temetője / Kiszely István: A temető embertani vizsgálata; Akadémiai, Bp., 1987 (Fontes archaeologici Hungariae)
- Kiszely István–Cey-Bert Gyula–Csang Rei: A huszonnegyedik óra után. Magyar expedíció a jogurok között; Polyák István, Cleveland, 1988
- Hankó Ildikó–Kiszely István: A nádori kripta; Babits, Szekszárd, 1990
- Honnan jöttünk? Elméletek a magyarok őshazájáról; Hatodik Síp Alapítvány–Új Mandátum, Bp., 1992
- Mégis Petőfi? A szibériai Petőfi-kutatás irodalma időrendi sorrendben; Extra, Székesfehérvár, 1993
- A magyarság őstörténete. Egyetemi tankönyv; GATE–ELTE, Gödöllő–Bp., 1995
- A Föld népei. A Föld benépesülése és mai népei. Egyetemi tankönyv, 1-5.; GATE–ELTE, Gödöllő–Bp., 1995–1997
- A svájci "hun völgy". A Wallis tartományi Val d'Anniviers-i völgy; Magyarországi Unitárius Egyház, Bp., 1996
- A magyarság őstörténete. Mit adott a magyarság a világnak, 1-2.; Püski, Bp., 1996
- A magyarok eredete és ősi kultúrája, 1-2.; bőv. kiad.; Püski, Bp., 2000  ISBN 963 9188 84 0; ISBN 963 9188 85 9[1.];ISBN 963 9188 86 7 [2.] Püski Könyvesház; Gyomai Kner Nyomda, bővített Kiadás.
- Meghalt Szibériában. Egy szomorú magyar szellemi kórkép. A szibériai Petőfi-kutatás eseményei és irodalma időrendi sorrendben; Magyar Ház, Bp., 2000 (Magyar Ház könyvek)
- A magyar nép őstörténete. Egyetemi tankönyv és tanári segédkönyv; Magyar Ház, Bp., 2001 (Magyar Ház könyvek)
- Hankó Ildikó–Kiszely István: Ozirisz birodalmában. Hogyan mumifikáltak az ősi egyiptomiak?; Kard és Jogar, Bp., 2003 (Magyar Ház könyvek)
- A magyar ember. A Kárpát-medencei magyarság ember-története, 1-2.; Püski, Bp., 2004
- A Föld népei IV. Amerika, 2004
- A Föld népei V. Ausztrália és Óceánia, 2005
- A magyarság őstörténete és műveltsége a honfoglalásig; Attraktor, Máriabesnyő-Gödöllő, 2005 (Historia incognita. Zsebkönyvek)
- Sírok, csontok, emberek (és egy ember). Történeti embertan; Püski, Bp., 2006
- A magyarság embertana. A magyar ember. Egyetemi tankönyv és tanári segédkönyv; Magyar Ház, Bp., 2007 (Magyar Ház könyvek)
- Hankó Ildikó–Kiszely István: Szokatlan szokások. Testdíszítések és más biológiai és társadalmi furcsaságok; Püski, Bp., 2007
- Eleink lakomái. Őseink állat-, növényvilága és ételkultúrája; Püski, Bp., 2009
- A magyarok eredete és ősi kultúrája; bőv. kiad; Püski, Bp., 2009